# Új ég és új Föld
Az új ég és új föld a keresztény és az iszlám eszkatológia része. Az új Föld a Biblia és a Korán kifejezése arra a helyre vonatkozólag, amely az üdvözült emberek lakhelye lesz.

## A Bibliában
- Mert új eget és új földet teremtek, a régire nem is emlékeznek, senkinek sem jut eszébe.(Izaj. 65,17)
- De új eget és új földet várunk az ő ígérete szerint, amelyben igazság lakik. (2. Pét. 3,13)
- És láttam új eget és új földet, mert az első ég és az első föld elmúlt, és a tenger sincs többé. (Jel 21,1)

### Az első és második teremtés

#### Az első teremtés
Isten amikor megteremtette a földet, tökéletesnek alkotta azt, amely rendkívül szép volt úgy, ahogy kezéből kikerült. Miután Isten létrehozta az állatoktól nyüzsgő és növényektől bővölködő földet, művének koronájaként megteremtette az embert, akinek a gyönyörű földet berendezte. A férfit és nőt úgy teremtette, hogy az életet a lehető legteljesebb mértékben élvezhessék földi otthonukban – örökké.
Ádám és Éva megteremtése után a földön harmónia uralkodott, Isten és az ember közötti harmónia következményeként. Ezt tükrözte az ember lénye is: harmóniában élt önmagával is, nem szégyenkezett, tökéletes ura volt ösztöneinek is. Az ember Istent tükrözte, természete összhangban volt Isten akaratával.  Érzései tiszták voltak; vágyait és érzelmeit értelme uralta. Az ember szent volt, Isten képmását boldogan, akarata iránti tökéletes engedelmességgel viselte. A bűntelen emberpár nem viselt mesterséges öltözéket; fény és dicsőség takarta be őket, mint az angyalokat. Ameddig engedelmeskedtek Istennek, ez a palást burkolta be őket.
A teremtés teljes és tökéletes volt. A Földön nem volt betegség, erőszak, sem élelemért vagy anyagiakért való harc.
Az az otthon, amelyet Isten keze tett széppé, nem volt fényűző hely. Egy mai gazdag ember pompás és drága építményekben talál gyönyörűséget és saját keze munkájával kérkedik; Isten azonban a természetbe helyezte Ádámot és Évát. Egy édeni kert volt a lakásuk. A kék ég volt a boltozata; a pompás virágokkal, élő zöld szőnyeggel díszített föld a padlózata, és a gyönyörű fák levéldíszes ágai vontak mennyezetet az ágy fölé. Falain a legpompásabb díszek függtek – a legnagyobb művész keze munkái. A szent párt körülvevő dolgok örök érvényű tanulságul szolgálnak – arra tanítanak, hogy az igazi boldogság nem a pompában és fényűzésben található, hanem az Istennel való közösségben, amely teremtett munkáin keresztül ápolható.
Bár Isten ártatlannak és szentnek teremtette az első emberpárt, nem volt kizárva a vétkezés lehetősége. Isten szabad erkölcsi lényekké alkotta őket, akik értékelni tudják jellemét – bölcsességét és jóságát -, kívánalmainak méltányosságát, és szabadságukban áll, hogy engedelmeskedjenek vagy megtagadják az engedelmességet. Társaloghattak Istennel és a szent angyalokkal. De örök biztonságuk és létük megszerzése előtt ki kellett állniuk hűségük próbáját.
Isten törvény alá helyezte az embert létének nélkülözhetetlen feltételeként. Isten kormányzatának alattvalója volt, és egy kormányzat sem állhat fenn törvény nélkül. Isten úgy is teremthette volna az embert, hogy képtelen áthágni törvényét; visszatarthatta volna Ádám kezét a tiltott gyümölcs érintésétől; de akkor az ember nem lett volna szabad erkölcsi lény, hanem csak akarat nélküli báb. A döntés lehetősége nélkül engedelmessége nem lett volna önkéntes, hanem csak kikényszerített.

#### A bűneset után
Az Isten parancsa iránti engedetlenség által átok szállt a világra és az emberekre éppúgy.
Isten megváltoztathatatlan, szent törvényének áthágása volt, amely elválasztotta az embert Istentől, és rázúdította a világra a halál és a kimondhatatlan nyomor áradatát. Azóta, évezredek óta állandóan fájdalom és szenvedés hangja száll fel a földről; és az ember engedetlensége folytán az egész földi teremtés "nyög és sóhajtozik" fájdalmában. Maga a menny is megérezte ennek az istenellenes lázadásnak hatását. Krisztus kereszthalála képezi emlékkövét annak az engesztelő áldozatnak, melyet megkövetelt az isteni törvény áthágása. Krisztus önfeláldozása mutat rá, hogy az embernek soha nem szabad semmilyen bűnt csekély és jelentéktelen dolognak tartania, mert az új Földre csak azok jutnak be, akik jellemben hozzá hasonlóvá, Isten örök és változatlan törvényeit betartva már e Földön szent életűvé válnak.

#### A második teremtés
A végítélet utáni, Istentől alászálló tűz megsemmisíti és megtisztítja a bűn következményeként megromlott Földet. Elsöpri az átok minden nyomát. 
- A trónon ülő így szólt: „Íme, Én újjáalkotok mindent.” Azután hozzám fordult: „Jegyezd föl: ezek a szavak hitelesek és igazak... Én vagyok az Alfa és az Ómega, a kezdet és a vég. Én a szomjazónak ingyen adok az élő vizek forrásából. A győztes részesedik mindebben. Én Istene leszek, s ő a fiam lesz nékem.[8]

A Szentírás hazának nevezi a szentek e örökségét, az új Földet, amely a második teremtés lesz. Ez az új teremtés soha nem fog elmúlni. A kísértőnek nem lesz több bejutása az új Földbe, mert abban igazság lakik. Ez az igazság soha többé nem fogja elhagyni az új teremtést, soha többé nem tudja elnyomni a bűn. Ezért nem lesz több bukás, nem kerül sor újabb bűnbeesésre.
A megváltottaknak ígért új föld egyáltalán nem hasonlít majd a mostani – bűnözés, gyűlölet, háború, szenvedés, betegségek, a halál – a bűn árnyékától elhomályosított földhöz. 
De részben hasonló lesz Isten első teremtéséhez, amely a bűneset előtt jellemezte a földet. Az új teremtés leendő lakosainak viszont már ezen a földön bizonyítaniuk kell, hogy méltóak abban élni: mert "nem megy abba be semmi tisztátalan, sem a ki utálatosságot és hazugságot cselekszik, hanem csak a kik beírattak az élet könyvébe".
Bűn és az azzal járó átok, bűnhődés és fájdalom nem férkőzik annak légkörébe. Halál nem lesz többé, sem gyász, sem jajgatás, sem fájdalom. Ami eddig volt, elmúlt. Nem mondja a lakos: beteg vagyok! 
Minden fájdalom örökre eltűnik, mintegy elnyeli az élet és a boldogság. Isten már kezdetben életre teremtette az embert. Habár nem könnyű pontosan meghatározni az élet szó jelentését, de egy boldog léttel, harmonikus kapcsolatok sokaságával jellemezhető. Ez tanítja nekünk a teremtéstörténet, ahol Ádám teremtéséről és életéről olvashatunk. Kapcsolatok, amelyek csupa örömet szereztek neki: kapcsolat a Teremtőjével, kapcsolat a feleségével, kapcsolat az állatokkal, a növényekkel, a földdel, a munkával. Isten az embert beleállította mindezekbe a kapcsolatokba, amelyek méllyé, gazdaggá és boldoggá tették az életét. Ez valódi élet. A bűn azonban tönkretette ezeket a kapcsolatokat, egytől egyig mindet, úgyhogy minden széthullott.
Éjszaka nem lesz többé, az üdvözült szenteknek nem lesz szükségük pihenésre. Nap és hold sem lesz többé, mert Isten dicsősége világítja meg az új Földet. Az ott élő emberek az örök nappal, nap nélküli világosságában fognak élni.
Ezt az új teremtést két fő dolog jellemzi: a szentség és a szeretet. Mindkettő Isten fő erkölcsi vonása, amelyekből levezethető minden további erkölcsi tulajdonság. Az itt élő lények is Isten jellemét fogják visszatükrözni. A lét – hasonlóan a bűneset előtti állapothoz – ismét gazdag, zavartalan boldogság lesz.

#### Az újJeruzsálem
A jelenések könyve 21–22. része írja le a mennyei várost, amelyet "új Jeruzsálem" néven nevez. 
Az új Földön fog helyet kapni az "új Jeruzsálem" (mennyei Jeruzsálem vagy gyülekezet, Ezékiel könyvében héberül יְהוָה שָׁמָּה, azaz ahol JHVH (Isten) van).
Ez a város a Bárány menyasszonyának van nevezve. A menyasszony testesíti meg az Úr iránti első szeretetet. A szenteknek ez a szeretete soha nem fog kihűlni, ahogy most megesik a földi emberekkel. A menyasszony a szeretetben a hűséget jelképezi.
A Bárány menyasszonya, a város, a mennyből szállt alá. Az a származási helye az elhívása és a célja.
Benne van Isten dicsősége. "Isten dicsőségét" körül lehet írni a kisugárzás, Isten lényének láthatóvá válása szavakkal is. A város, amely maga rendelkezik Isten dicsőségével, ahol Isten velük lakik.
A városnak a ragyogása hasonlít a jáspishoz. Az ókorban a jáspisként ismert drágakő a mai gyémánt. Ahogy a gyémánt minden elképzelhető színre töri a fényt, úgy fogja a mennyei Jeruzsálem felragyogtatni Isten dicsőségének minden oldalát a maga sokféleségében.
A város rendelkezik továbbá három dologgal: fal, kapuk, alapkövek. 

Egy város köré emelt fal gondoskodik arról, hogy senki ne mehessen oda be, aki nem oda tartozik. A szentek e – krisztusi véren megváltott – városába senki és semmi nem lopózhat be, vagy nem furakodhat be, ami nem tartozik hozzá. A fal tehát arra tanít minket, hogy a mennyei gyülekezet mindattól elkülönül, ami ellentmond Isten lényének. Ha mennyei lakosokként akarunk élni, akkor az Úr akaratát és lényét kell visszatükröznünk; gondolkozásban, szóban és cselekedetekben is szentekké kell lennünk már most, e földön, azaz el kell határolódnunk a bűntől.
A városnak vannak alapjai is. Efézus 2,20-ban azt olvassuk, hogy a keresztény gyülekezet Jézus, az apostolok és a próféták alapjára épült rá.  A mennyei gyülekezet, amely vissza akarja tükrözni Isten dicsőségét, csak és kizárólag Isten szent Igéjéhez igazodhat.
A város méreteit látjuk ezután. Tévedés volna ezen adatok alapján egy valóságos lakhelynek képzelni; a leírás a teljesség jelentőségére utal. A megmérettetése után a 12-es szám az alapja. Ez azt jelenti, hogy a megváltottak népét tökéletesen elrendezi Isten, ahogy a régi Izráel 12 törzsében is mindenkit születése szerint feljegyeztek, nevén neveztek és helyére állítottak. Az eredmény a tökéletes harmónia. A megdicsőült gyülekezet tökéletesen képes lesz betölteni örök rendeltetését.
A város falait jáspisból építették. A jáspis – mint már láttuk – utalás Isten dicsőségére. Ez védő- és válaszfalként működik. Isten dicsősége megakadályozza, hogy bármi tisztátalan bejusson a városba.
Az utcák színaranyból vannak. János apostol – aki megírta a Jelenések könyvét – olyan korban élt, amely bizonyos vonatkozásban civilizáltabb volt, mint a miénk. Az ókorban az utca nem a minél gyorsabb és zavartalanabb áthaladást szolgálta, hanem a város többi lakójával való találkozást. Az utca volt az a hely, ahol az emberek üdvözölték egymást, beszélgettek, véleményt cseréltek, röviden: közösségben voltak. Így könnyebb megérteni a képet. A színarany valószínűleg utalás az isteni természetre és a boldogságra. A színarany utca azt jelenti, hogy a mennyei városban vagy közösségben a megváltottak egymáshoz fűződő viszonya tökéletes lesz. Nem zavarja semmi a kapcsolatokat, az egymásban lelt örömöt, a kölcsönös szeretetet.
Az élet vizének folyója található benne, amely Isten és a Bárány trónusától ered. Az élet Istentől ered. Ez az életadó folyam fogja megújítani a megtisztult földet is. Ez az élet elnyeli a korábbi átkot és vele a halált: mindent ami bomlaszt, rombol, ami fájdalmat és szenvedést okoz. Jézus ezt az örök élet vizét ígérte földi léte alatt a szamáriai asszonynak.
Nem láttam templomot a városban, mert az Úr, a mindenható Isten és a Bárány annak a temploma. A templom és a lévita rendszerű istentisztelet csak jelképes szimbólumok voltak a földön. Az új Föld lakosainak nem lesz szüksége többé templomra, mert Isten dicsősége nem lesz elrejtve többé, Isten köztük fog lakni.

## Fordítás
- Ez a szócikk részben vagy egészben  a   The New Earth című angol Wikipédia-szócikk fordításán alapul.  Az eredeti cikk szerkesztőit annak laptörténete sorolja fel. Ez a jelzés csupán a megfogalmazás eredetét és a szerzői jogokat jelzi, nem szolgál a cikkben szereplő információk forrásmegjelöléseként.